# Calape
Calape é um município de  terceira classe de renda municipal (d) na província Bohol, nas Filipinas. De acordo com o censo de 1 de maio  de  2020 possui uma população de 33 079 pessoas e 7 938 domicílios.